# Pauropoda
A classe Pauropoda pertence à superclasse Myriapoda, formando o grupo Progoneata (grupo cuja característica que os definem é o fato de serem progoneados, ou seja, apresentam a abertura genital deslocada para a parte anterior do tronco) com Symphyla e Diplopoda e o clado Diagnatha com Diplopoda. A palavra Pauropoda vem da junção dos elementos gregos pauros (=pequenos) e  pod, de podos (=pés), portanto, Pauropoda seria o animal com ‘’patas pequenas’’. São animais terrestres, noturnos, cegos, alguns são corredores ágeis de curta distância.
Apresentam uma cor esbranquiçada ou amarelada, mais escura em algumas espécies. Esses animais são encontrados em todos os continentes, exceto na Antártica. O corpo consiste em cabeça com um par de maxilas e um de mandíbulas (animais dignatos), dois pares de antenas e pseudóculos, com função de sensibilidade à umidade. O tronco é segmentado com 9 a 11 pares de pernas em adultos e pigídio com placa anal. O comprimento do corpo varia entre 0,4 e 2 mm. As aberturas genitais estão entre o segundo par de pernas da área ventral. O pigídio anal consiste em duas partes, uma tergo-dorsal e outra externa-ventral, e a placa anal está localizada sob a parte dorsal do pigídio. O tronco tem tergitos com cinco pares de cerdas longas e tácteis.
Os paurópodos, como os Symphyla, procuram lugares úmidos, vivem em fendas do solo e até mesmo lugares com lixo descartado pelos humanos. Os Pauropoda se alimentam de fungos e substâncias resultantes da decomposição de plantas e animais. A ordem Pauropoda é formada por duas subordens: Hexamerocerata e Tetramerocerata. O primeiro com uma família e um gênero e o segundo com 11 famílias e 45 gêneros.

## Evolução, sistemática e filogenia
O grupo Pauropoda é pouco estudado atualmente. Existem 700 espécies descritas em todo o mundo agrupadas em duas ordens: Hexamerocerata e Tetramerocerata, que diferenciam-se primariamente pelo número de segmentos que formam suas antes - a primeira tem antenas formadas por 6 segmentos, e a segunda, por 4 segmentos.
Os Hexamerocerata apresentam seu tronco composto por 12 segmentos, com 12 tergitos e 11 pares de patas. Seu corpo é geralmente branco e sua estrutura proporcionalmente longa e larga. A única família dessa ordem, Millotauropodiae, possui apenas um gênero com poucas espécies.
Os Tetramerocerata, por sua vez, tem seu tronco formado por 4 segmentos, 6 tergitos e de 8 a 10 pares de patas. Seus representantes são geralmente pequenos, de coloração branca ou amarronzada. Muitas de suas espécies apresentam 9 pares de patas na fase adulta. As 8 famílias contidas nessa ordem são:  Amphipauropodidae, Brachypauropodidae, Diplopauropodidae, Eurypauropodidae, Hansenauropodidae, Pauropodidae, Polypauropodidae e Sphaeropauropodidae. A maioria dos gêneros e espécies encontrados pertencem à família Pauropodidae.
Embora não se tenham registros fósseis de Pauropoda anteriores à época do âmbar no Báltico, considera-se que seja um grupo antigo intrinsecamente relacionado aos Diplopoda pelas seguintes evidências: ambos os grupos apresentam 3 peças bucais, suas aberturas genitais encontram-se na parte anterior do corpo e há presença de fase de pupa ao fim do desenvolvimento embrionário. Portanto, é provável que ambos compartilhem um ancestral comum, tratando-se de grupos-irmãos.

## Diversidade e distribuição
Os representantes da subordem Hexamerocerata são encontrados nas regiões tropicais, enquanto que os de Tetramerocerata têm distribuição mais ampla, sendo encontrados por quase todo o mundo. É possível que a fauna mundial total de representantes dos Pauropoda apresente em torno de 5000 espécies, sendo que apenas a fauna australiana é pode apresentar, pelo menos, 1000 espécies.

## Morfologia

### Externa
Os Pauropoda possuem cabeça pequena, em formato triangular, contendo duas antenas birremes. Com exceção da família Eurypauropodidae, a cabeça desses animais é livre, coberta apenas pelo primeiro tergito. Sua superfície é coberta por uma cutícula geralmente lisa, apresentando cerdas de formas e tamanhos variáveis. Lateralmente à cabeça situam-se os pseudóculos, com função exclusivamente sensorial, uma vez que os Pauropoda são cegos.
Sua boca é composta por um par de mandíbulas endognatas, formando uma peça única não segmentada, e um par de maxilas, ambos os conjuntos sem muita força. As antenas dos pauropoda são formadas por 4 (em Tetramerocerata) ou 6 (em Hexamerocerata) segmentos. Posteriormente à cabeça encontra-se uma zona indiferenciada dorsalmente do restante do corpo, chamada collum, onde na sua região ventral encontra-se um par de patas vestigiais, formadas por 1 a 3 segmentos.
O tronco, na maioria dos Pauropoda, é fusiforme ou alargado, podendo ser arredondado nas regiões anterior e posterior. Possui 12 segmentos na região dorsal, seguido por um segmento anal ápodo. O número de tergitos varia entre 6, 9 ou 10 para os Tetramerocerata, e 12 para os Hexamerocerata. Em alguns indivíduos, como os da família Sphaeropauropodidae, o primeiro tergito pode se apresentar amplo e convexo, dando ao animal a possibilidade de contrair o corpo para formar uma esfera. Os segmentos que compõem o corpo desses animais agrupam-se de dois em dois a partir do terceiro, formando um diplotergito.
Em Brachyopauropodidae, seus tergitos são bem delimitados e divididos em pequenos escleritos de cutícula grossa. Já em Eurypauropodidae, Sphaeropauropodidae, Antichtopauropodidae e Eirmopauropodidae, a cutícula é áspera e fortemente esclerotizada.
Quanto às patas, os ovos de pauropoda geralmente eclode em larvas com três pares de patas que, no decorrer da anamorfose, definem o número de apêndices que o adulto terá, de acordo com seu grupo, que varia de 8 a 11. As patas apresentam uma inserção lateral, que permite que sejam maiores quando comparadas às que apresentam inserção ventral. Isso faz com que os pauropoda sejam extremamente ágeis.

### Interna

#### Sistema nervoso
O sistema nervoso dos Pauropoda é composto por cérebro e “cadeia nervosa ventral”. O cérebro é composto por três pares de gânglios bem diferenciados: o protocérebro, deutocérebro e tritocérebro - esse último é conectado ao gânglio frontal da cadeia simpática. Já a cadeia ventral apresenta-se como um cordão compacto e par. Há ainda um gânglio subesofágico, formado pela união de outros dois pares de gânglios: mandibular e maxilar. No collum encontra-se um único gânglio e cada par de patas possui um par de gânglios correspondente. Não são observadas fusões de pares de gânglios sucessivos, exceto ao final do cordão.
Os pauropoda possuem pêlos sensoriais muito longos, denominados tricobótrios, que se inserem-se lateralmente nos tergitos. Os tricobótrios são os órgãos mecanorreceptores dos pauropoda; apresentam inervação múltipla, o que permite ter sensibilidade direcional e detectar suaves movimentos do ar de, pelo menos, oito direções distintas. Consistem de um bulbo basal que serve como sistema amortecedor. A maioria dos tricobótrios são simples e muito similares entre si, mais ou menos pubescentes.
Nesses animais não são encontrados órgãos fotorreceptores, e a cutícula porosa que recobre os órgãos temporais não é, em nenhuma instância, indício de função olfatória em seu sentido mais amplo.

#### Sistema esquelético
A estrutura do corpo dos pauropoda, tanto no âmbito muscular quanto no tegumento frágil que o reveste,  está relacionada com a habilidade de se encurtar e alongar, conforme a existência de um alto grau de contração. Além disso, há também a contração que possibilita ao corpo se dobrar, no plano horizontal, promovendo rápida locomoção.

#### Sistema digestório
O tubo digestivo, de forma primariamente reta, tem início já na boca. Na maioria das espécies, as peças bucais são pouco desenvolvidas. O desenvolvimento só é maior nos Hexamerocerata, com fortes e afiadas mandíbulas que assemelham-se às dos diplopoda. Na cavidade bucal desembocam um par de glândulas salivares. A boca é delimitada anteriormente pelo clipeo-labro ou epifaringe e posteriormente pelas maxilas. Posteriormente, o intestino continua por um tubo reto que percorre praticamente toda a extensão do corpo. O intestino não é muscular e termina no décimo segmento em um reto curto, cuja abertura se situa imediatamente antes da placa anal.

#### Sistema respiratório
Na maioria dos Pauropoda a troca gasosa se estabelece unicamente através do tegumento fino. Nos Hexamerocerata existem traqueias cujas aberturas se situam na base das patas.

#### Sistema excretor
Possuem Túbulos de Malpighi grossos, situados em ambos os lados do intestino médio e que desembocam na união deste com o reto. As fezes parecem gotículas em forma líquida, mas se desconhece a taxa de velocidade de produção fecal.
A presença de cristais no epitélio do intestino médio e sua secreção no lúmen indica que aquele pode ser o principal órgão excretor dos pauropoda. Não se conhece a presença de órgãos osmorreguladores especiais.

#### Sistema reprodutor
Há separação de sexos e são progoneados.Os orifícios genitais se abrem, em ambos os sexos, no segundo par de patas. Já  os quatro testículos testículos são dorsais em relação ao intestino (uma exceção dentre os progoneados). O ovário é ventral em relação ao intestino, como no demais progoneados.
A abertura genital da fêmea, a vulva, é pouco aparente, enquanto o macho apresenta um par de pênis formados por uma região basal  e outra distal, cuja extremidade apresenta uma cerda dura, longa e forte. A forma dos pênis é específica. Não se conhece dimorfismo sexual, ainda que em algumas espécies de Decapauropus tenha se encontrado pequenas diferenças na forma da placa anal e nas cerdas do pigídio.

## Reprodução e desenvolvimento embrionário
Em algumas espécies de Pauropodidae, é rara a presença de machos, sugerindo a ocorrência de partenogênese. Parece que esta forma de reprodução é adequada em determinadas zonas em que há dificuldade reprodutiva ou colonização com indivíduos bissexuais. Observou-se ocorrência de tal método no norte da Europa e norte da África.
Quanto à postura, os ovos são depositados isoladamente ou em grupos no solo ou substrato em que vive o animal. São geralmente esféricos, esbranquiçados e de diâmetro entre 0,05 e 0,15mm. Quanto ao desenvolvimento pós-embrionário, os pauropoda apresentam anamorfose. A duração do período pós-embrionário é desconhecida. Na família Pauropodidae, ao fim de duas semanas após a postura, a membrana externa do ovo se rompe e o embrião passa para a fase de pupa; esta fase é estática e dura poucos dias. Seguem-se então quatro estágios larvais. Ao longo desses estágios adicionam-se segmentos e tricobótrios; durante o primeiro estágio, o corpo é composto por apenas sete segmentos e dois pares de tricobótrios.

## Comportamento

### Alimentação
Verhoeff (1934) encontrou uma espécie de pauropoda se alimentando de dípteros mortos flutuando em uma poça. Harrison (1914) não teve dúvidas de que pauropoda se alimentavam de húmus ao observá-los “vasculhando” em partículas de de solo em que não se distinguia nenhuma partícula de alimento. O autor viu Panropus carolinensis se alimentando do micélio de fungos crescendo em folhas em decomposição.

### Limpeza
Outro tipo de comportamento observados entre os Pauropodidae estudados foi o de limpeza de suas antenas e pés. Harrison descreveu vividamente o processo: “Eles gastam grande parte de seu tempo limpando seus apêndices, começando por suas antenas, que são puxadas para baixo pelo movimento vigoroso do primeiro par de patas correspondente e passadas rapidamente para a boca. Prosseguem então para cada par de patas, com o membro sendo sistematicamente lavado da coxa até o tarso.  Essa atitude, de limpar toda a extensão dos membros, é curiosamente coincidente ao processo assumido por gatos domésticos.” (JULY, 1944).

### Observação
Outro hábito característico comumente observado entre Pauropus carolinensis é aquele em que o animal suporta seu peso corpóreo nos três ou quatro pares de patas posteriores, com a cabeça e porção anterior do corpo elevados para observação. Esse comportamento é de grande ajuda para coletores, uma vez que animais nessa posição elevada são mais detectáveis que os demais presentes na superfície da água.

### Locomoção
Os movimentos rítmicos das antenas de pauropoda atraem imediatamente a atenção do observador. Quando o animal está em movimento, as antenas movimentam-se simultaneamente de um lado a outro. Quando em repouso, casa antena começa a trabalhar alternadamente, e no lugar do movimento de lado a outro, uma em seguida da outra lança-se para a frente. Enquanto o animal parece estar se alimentando, as antenas não apresentam movimento.
Podem se deslizar por espaços estreitos e irregulares; os Pauropoda adultos também podem correr rapidamente em corridas curtas com seu corpo rígido; só os indivíduos adultos utilizam um padrão lento de locomoção. Quando se deslocam lentamente o corpo permanece macio e pode dobrar-se em forma de U em todas as direções, pelo menos na maioria das espécies fracamente esclerotizadas.

### Cuidado parental
Observou-se cuidado parental por parte da fêmea. Ela guarda seus ovos até eclodirem; após, os filhotes cuidam de si.

### Habitat
Registros indicam que os esconderijos favoritos dos pauropoda encontram-se sob rochas, musgo, lodo e acúmulos de matéria orgânica em decomposição em áreas arborizadas onde há umidade suficiente.
Os Pauropoda, assim como os sínfilos (outro grupo de miriápodes de pequeno tamanho), vivem no solo e são encontrados ocupando os mesmos substratos que outros organismos edáficos (Collembola, Diplura, Acari, Protura, etc.), ainda que sua presença seja muito desigual e as populações sejam escassas. A maioria das espécies são muito sensíveis ao ar seco e preferem ambientes úmidos. Porém, a resistência às temperaturas tanto altas como baixas é notável. Algumas espécies podem resistir às baixas temperaturas dos invernos da Sibéria, Alasca  ou Nepal. No hemisfério sul foram coletados em zonas tão quentes como no Sahara argelino.
As espécies que apresentam uma cutícula mais espessa resistem melhor e também as que possuem a capacidade de recolher o corpo formando uma esfera; assim, foram coletadas duas espécies de Decapauropus no deserto de Negev em Israel. Umas espécies dependem mais que outras da temperatura, mas o que parece estar claro é que, em geral, é mais determinante a umidade do solo do que a temperatura na distribuição vertical destes miriápodes. Seu pequeno tamanho permite que penetrem nas camadas mais profundas, chegando a serem coletados de 1,5 a 3,1 m.

## Interações ecológicas
Os paurópodes apresentam algumas interações como, por exemplo  com a soja onde participam da microfauna composta por outros artrópodes como tardígrados e centopeias, que desempenha papéis importantes na reciclagem dos compostos orgânicos, contribuindo para o desenvolvimento de cultivares.